# آدم‌برفی (فیلم ۱۳۷۳)
آدم‌برفی فیلمی ایرانی در ژانر کمدی به تهیه کنندگی، کارگردانی و نویسندگی داوود میرباقری و با بازی اکبر عبدی است که در سال ۱۳۷۳ ساخته شد.این فیلم اولین اثر داوود میرباقری است. این فیلم به مدت ۳ سال توقیف و در سال ۱۳۷۶ اکران شد و پرفروش‌ترین فیلم سال شد. سه سال بعد از سیزدهمین دوره جشنواره بین‌المللی فیلم فجر که آدم‌برفی در آن توقیف شده بود، این فیلم در ایران به اکران عمومی رسید. آدم‌برفی با ۲ سال اکران بین سال‌های ۱۳۷۶ تا ۱۳۷۸ توانست ۵ میلیون و ۱۱۰ هزار مخاطب داشته باشد و یکی از پربیننده‌ترین فیلم‌های سینمای ایران در طی سال‌های اکران خود در سالن‌های سینما است.

## داستان فیلم
فیلم دو داستان موازی را پیش برده و با هم تلفیق می‌کند. ابتدا مردی ایرانی به نام عباس خاکپور (با بازی اکبر عبدی) بر صحنه می‌آید که برای گرفتن ویزای ایالات متحده آمریکا به ترکیه رفته است اما موفق به گرفتن ویزا نمی‌شود. از سوی دیگر زنی (با بازی آزیتا حاجیان) است که در ترکیه زندگی می‌کند و در هتل محل اقامتش کار می‌کند و نمی‌تواند به ایران بازگردد. عباس تصمیم می‌گیرد با پوشیدن لباس مبدل و به بهانه ازدواج با یک مرد آمریکایی ویزای آمریکا را بگیرد. اما رفته رفته با دیدن دنیا (آزیتا حاجیان) دلبسته او می‌شود و تصمیم می‌گیرد به ظاهر سابق خود برگردد و بالطبع فکر سفر به آمریکا را از سر خود بیرون می‌کند تا در نهایت با دنیا به ایران برگردد.

## بازیگران
| بازیگر           | نقش          |
| ---------------- | ------------ |
| اکبر عبدی        | عباس-درنا    |
| داریوش ارجمند    | اسی دربدر    |
| مهدی فتحی        | چرچیل        |
| آزیتا حاجیان     | دنیا         |
| پرویز پرستویی    | جواد کولی    |
| محمدرضا شریفی‌نیا | تاجر         |
| سیروس گرجستانی   | چهره پرداز   |
| محمدولی احمدلو   | سنجر         |
| فرامرز روشنایی   | مرد آمریکایی |
| منوچهر علیپور    | داماد        |

## حمله به سینما آفریقا
علی مطهری نقل می‌کند که گروهی در ماجرای سینما آفریقای تهران به بهانه اکران و نمایش فیلم آدم‌برفی به این سینما حمله‌ور شدند و در این جریان خانم بارداری که برای تماشای فیلم آمده بود، دچار سقط جنین شد.

## فروش
میزان فروش فیلم به تفکیک سال نمایش، به شرح زیر است:
| سال  | تعداد بلیت | میزان فروش  | منبع  | ارزش در (۱۴۰۰) |
| ---- | ---------- | ----------- | ----- | -------------- |
| ۱۳۷۶ | ۴٬۴۷۳٬۲۷۷  | ۵۸۶٬۳۸۵٬۲۲۰ | [ ۶ ] | ۴۸٬۳۶۷٬۳۷۲٬۸۰۹ |
| ۱۳۷۷ | ۵۷۸٬۵۶۷    | ۹۰٬۶۶۸٬۹۶۰  | [ ۷ ] | ۶٬۳۳۱٬۴۶۹٬۴۰۲  |
| ۱۳۷۸ | ۵۷٬۶۱۳     | ۱۲٬۷۷۱٬۷۱۰  | [ ۸ ] | ۷۴۲٬۵۸۰٬۷۹۷    |
|      | ۵٬۱۰۹٬۴۵۷  | ۶۸۹٬۸۲۵٬۸۹۰ |       | ۱۹٬۴۸۶٬۹۶۲٬۴۱۲ |